# النصر والسلام
النصر والسلام أو (الحصوة) هي مدينة عراقية تقع غرب العاصمة بغداد تقع ضمن حدود محافظة بغداد حوالي10كم شرقي مدينة الفلوجة تسكنها عشائر بني تميم وزوبع والدليم ويبلغ عدد سكانها 110 ألف نسمة.